# Râul Varnița, Șușița
Râul Varnița este un curs de apă, afluent al râului Șușița. 